# Diasterope wirraka
Diasterope wirraka is een mosselkreeftjessoort uit de familie van de Cylindroleberididae. De wetenschappelijke naam van de soort is voor het eerst geldig gepubliceerd in 2006 door Syme & Poore.